# Aleksandr Kiesewetter
Aleksandr Aleksandrowicz Kiesewetter (ros. Александр Александрович Кизеветтер, ur. 22 maja 1866 w Petersburgu, zm. 9 stycznia 1933 w Pradze) – rosyjski historyk i polityk.

## Życiorys
W 1888 ukończył studia na Wydziale Historyczno-Filologicznym Uniwersytetu Moskiewskiego, w 1903 został magistrem, a w 1909 doktorem historii i profesorem Uniwersytetu Moskiewskiego. Od 1917 był członkiem korespondentem RAN. W 1904 wstąpił do Związku Wyzwolenia, w 1906 został członkiem centralnego komitetu partii konstytucyjno-demokratycznej (kadetów), w 1907 został wybrany deputowanym do II Dumy Państwowej. Po rewolucji październikowej został uwięziony przez Czekę pod zarzutem udziału w tzw. ośrodku krajowym, w 1920 wypuszczony, a w 1922 jako jeden z kilkuset intelektualistów wydalony z Rosji i pozbawiony obywatelstwa. Wyjechał do Czechosłowacji, gdzie pracował jako profesor historii na Uniwersytecie Karola. Jest autorem źródłowych studiów z dziejów społecznych Rosji XVIII w.(Posadskaja obszczyna Rossii XVIII stoleti (1903), Gorodowoje położenije Jekatieriny II 1785 g., 1909), a także kilku tomów szkiców historycznych oraz wspomnień.